# Bystrze (województwo pomorskie)
Bystrze (niem. Biesterfelde) – wieś sołecka w Polsce położona w województwie pomorskim, w powiecie malborskim, w gminie Miłoradz na obszarze Wielkich Żuław Malborskich, 4,5 km od wsi Miłoradz i 11 km od Malborka. Wieś znajdowała się na szlaku żuławskiej kolei wąskotorowej.

## Historia
Wieś Bystrze (Bysterfeld, Bysterfelde, Biesterfeld, Beisterfeld) została lokowana 1 grudnia 1343 (lub 1344) przez wielkiego mistrza krzyżackiego Ludolfa von Königa. Wcześniej wzmiankowana jest miejscowa parafia, utrzymująca się z 4 włók wolnych oraz dziesięciny z 36 włók. W XIV wieku powstał we wsi kościół św. Jakuba Apostoła. Jego losy są mało znane poza faktem, że na początku XVIII w. popadł w ruinę, choć jeszcze w 1788 wymieniany jest jako kościół filialny parafii w Mątowach Wielkich. Obiekt rozebrano w 1820. Pomimo reformacji świątynia cały czas znajdowała się w rękach katolików, o czym świadczy wizytacja biskupa chełmińskiego w 1706.
Wieś królewska położona była w II połowie XVI wieku w województwie malborskim.
Na początku XIX w. wieś zamieszkiwało 166 osób, w tym 10 menonitów.
W latach 1975–1998 miejscowość administracyjnie należała do województwa elbląskiego.

## Zabytki

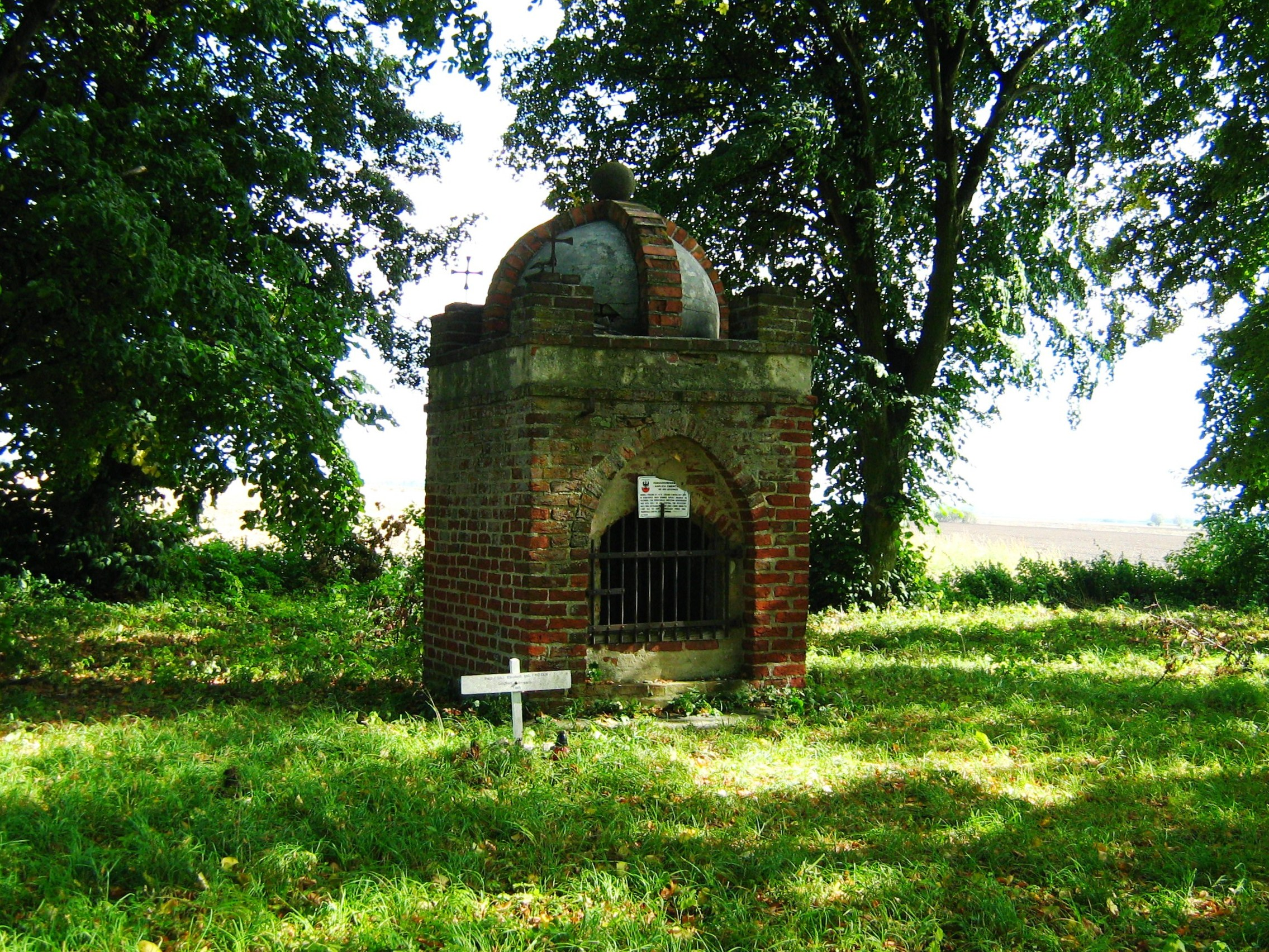
Kaplica cmentarna (ossuarium)

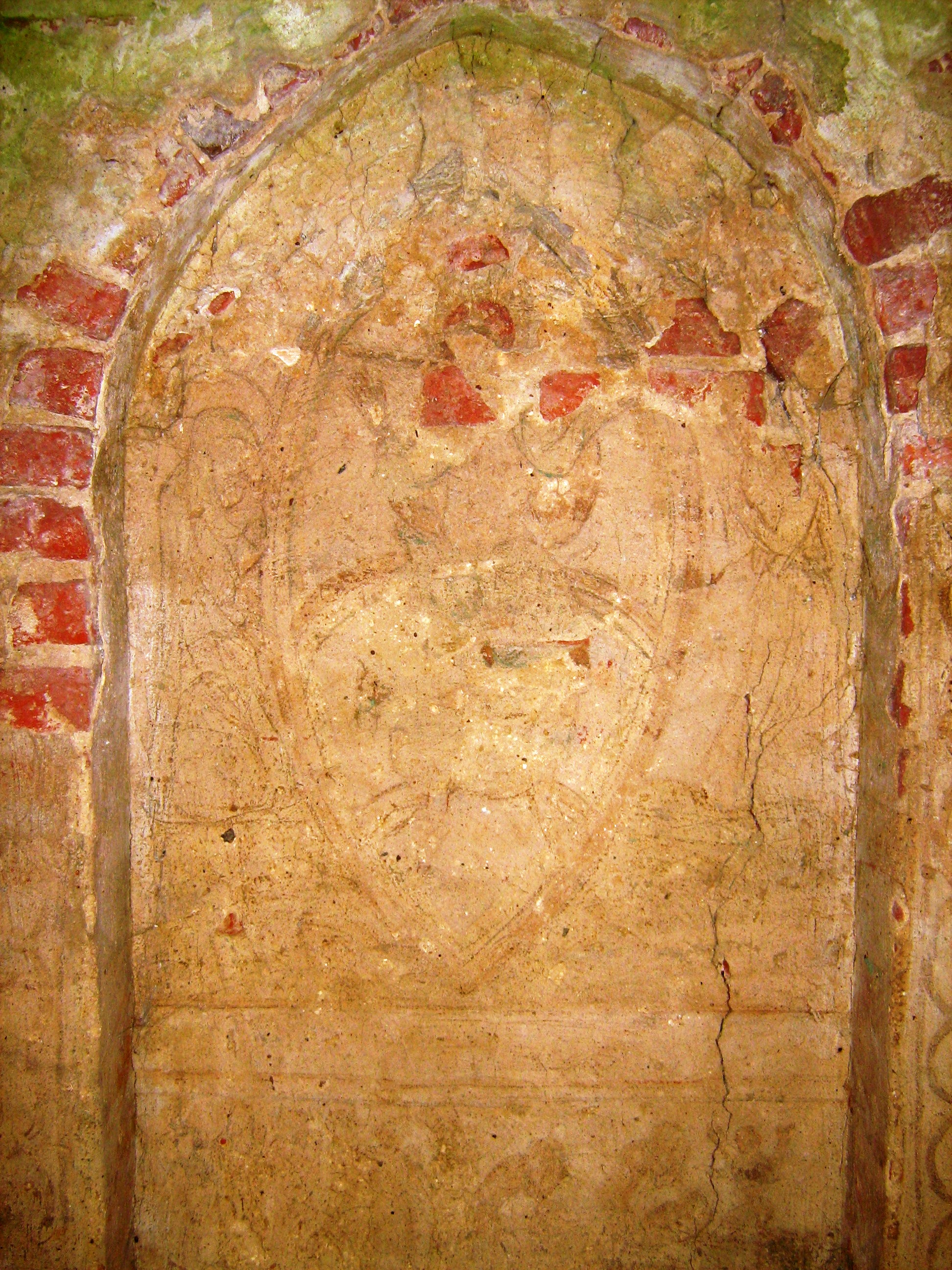
Wnętrze kaplicy – szczątkowy widok na jedyną już zachowaną polichromię Chrystus adorowany przez Matkę Boską i św. Jana Apostoła (ściana wschodnia)

Według rejestru zabytków NID na listę zabytków wpisane są:
- kaplica cmentarna, XIV/XV, nr rej.: A-77 z 12.06.1957
- dom podcieniowy nr 5/7 (dec. 21?), drewniano-szachulcowy, 1819, 1963, nr rej.: A-329 z 11.09.1962.

Kostnica gotycka (ossuarium) pochodzi z końca XIV w. i pierwotnie znajdowała się w sąsiedztwie kościoła parafialnego. We wnętrzu pozostałości (wyblakłe fragmenty tynku) trzech gotyckich malowideł ściennych z ok. 1400 (Deesis: Chrystus Pantokrator adorowany przez Matkę Boską i św. Jana Apostoła (względnie św. Jana Chrzciciela), Sąd Ostateczny, Matka Boska – pośredniczka i opiekunka wiernych, okrywająca płaszczem ludzi i dusze zmarłych u wrót raju, trzy sceny wyobrażające piekło, personifikacje dobrych i złych uczynków). Złożono w niej kości poległych w wojnie trzynastoletniej. W 1590 w ossuarium uderzył piorun, powodując znaczne zniszczenia, które następnie usunięto. Ostatnia renowacja miała miejsce w 1970.
Kaplica murowana z czerwonej cegły na zaprawie wapiennej, zwieńczona półkolistą kopułą z czterema ceglanymi żebrami oraz metalową kulą. Podobne, lecz młodsze ossuarium na Żuławach znajduje się w Lisewie Malborskim.
Dom podcieniowy nr 7 o konstrukcji szachulcowej na kamiennej podmurówce pochodzi z 1819 r., budowniczy Jakub Jamvet (sygnatura na jednej z belek gzymsowych). Podcień wspiera 8 drewnianych kolumn zwieńczonych kapitelami w porządku jońskim. Spośród innych domów podcieniowych na Żuławach wyróżnia się zastosowaniem drewnianych, bogato zdobionych detali architektonicznych (gzymsów, desek narożników, festonów podcienia, dekoracyjnych drzwi wejściowych).
Ponadto we wsi znajdują się:
- cmentarz mennonicki
- dom podcieniowy nr 21 o konstrukcji szachulcowej z początku XIX wieku.